# Module photographique

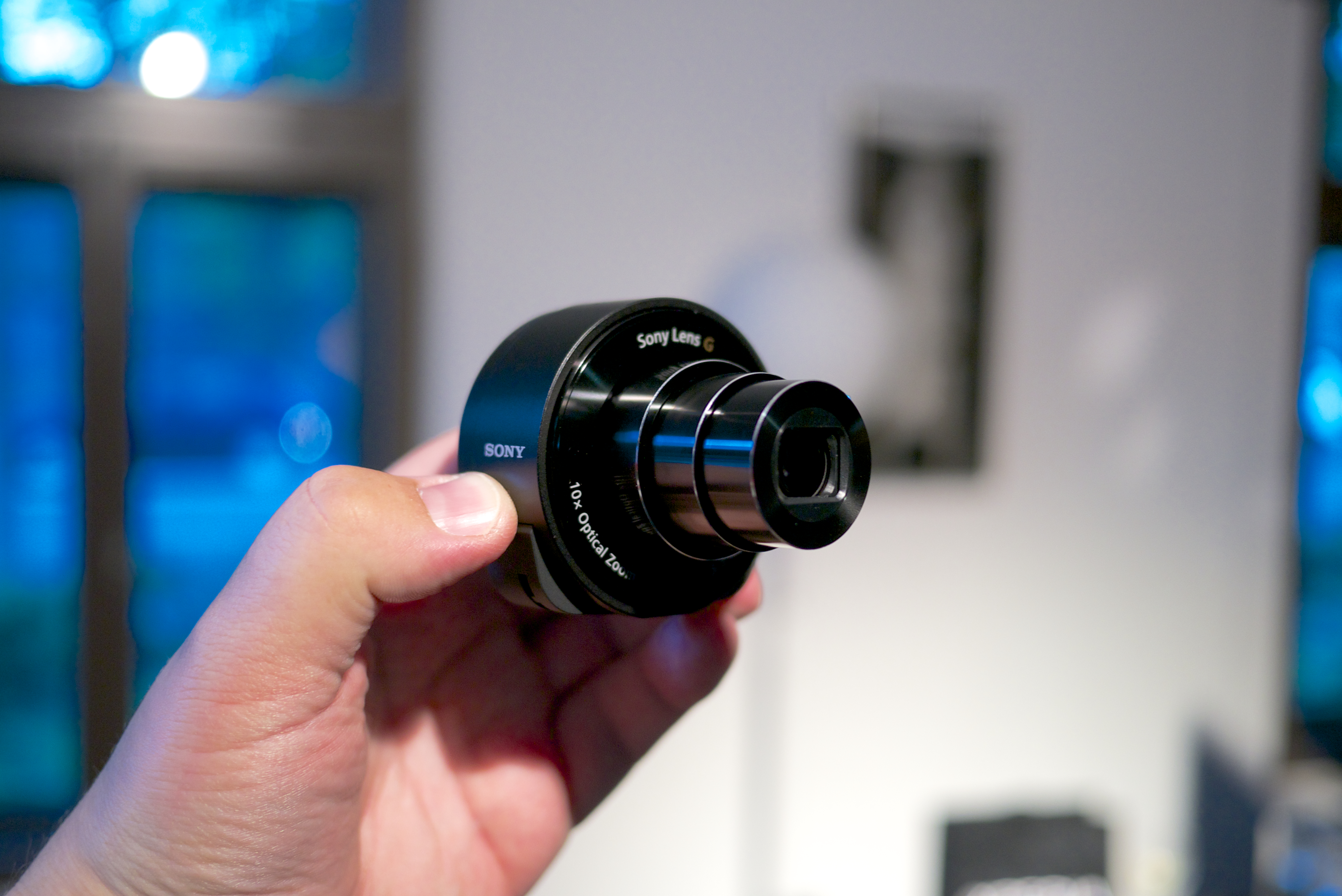
Le Sony QX10, un module à zoom 10x.

Un module photographique est un appareil photographique numérique de petite taille dépourvu de système de visée et de réglage qui est dépendant d'un smartphone ou d'une tablette avec lesquels il communique sans fil.

## Histoire et marché
Le marché des modules est récent, il est introduit par Sony en septembre 2013 avec la présentation des QX-10 et QX-100 à l'IFA. Le premier est équipé d'un petit capteur, mais d'un zoom 10x alors que le second reprend le capteur de 1" du Sony RX100 mais doit se contenter d'un zoom 3,6x.
Le marché s'étend début 2014 avec les Kodak Pixpro Smart Lens SL10 et SL25 et aussi par le Vivitar IU680 qui est le premier module à objectif interchangeable. Il est muni de supports pour trépied et pour flash ainsi que de la monture des appareils hybrides Polaroid iM. En septembre 2014, lors de l'IFA, Sony présente le Sony QX1, un module à objectifs interchangeables de monture E doté d'un capteur CMOS au format APS-C. Au cours du CP+ 2015, l'Olympus Air est présenté, il reprend le concept des Sony QX, mais avec une monture et un capteur au format Micro quatre tiers.

## Caractéristiques
Un module photographique se caractérise par sa petite taille et sa connectivité. Ce type d’appareil est conçu pour pallier les faiblesses des APN de téléphone (petit capteur à faible gamme dynamique et faible sensibilité ISO, absence de zoom optique...). Ces appareils sont ainsi équipés, soit de grand capteurs (1", APS-C), soit de zooms à forte amplitude (10 à 30x) ou encore d'objectifs interchangeables. Ces appareils sont dépourvus de système de visée et de réglages car ils sont dépendants d'un smartphone ou d'une tablette avec laquelle ils communiquent sans fil par Bluetooth, Wi-Fi et NFC,.

## Séries de modules photographiques
- Altek Cubic ;
- Olympus Air ;
- Oppo O-Lens ;
- Kodak PixPro SL ;
- Sony Cyber-shot QX ;
- Vivitar Vivicam IU.